# Senda Anopea
La senda Anopea (en griego, Ἀνόπαια) es el nombre de un paso alternativo al de las Termópilas revelado por el traidor Efialtes a Jerjes I contra los griegos. De esta manera se frustraron los planes de Leónidas. El sendero empezaba junto al río Asopo y finalizaba en la ciudad de Alpeno. Anopea se llamaba también el monte por el que discurría el sendero. Actualmente recibe el nombre de Saramata.